# نوازل وقف
نوازل الوقف أو النوازل الوقفية: هي المسائل أو الوقائع أو الحوادث والمستجدات والقضايا الخاصة بالوقف والتي تستدعي حكما شرعياً، بسبب توسع الاعمال التي لا يوجد نص تشريعي مباشر أو اجتهاد فقهي سابق ينطبق عليها، وهناك نوازل متعلقة بالواقف، وأخرى متعلقة بالموقوف، ونوازل متعلقة بمصارف الوقف ونظارة الوقف، ونوازل متعلقة بالتصرف في الوقف، ونوازل متعلقة باستثماره.
التعريف الإفرادي:
النوازل: جمع نازلة من النزول: وهو انحطاط من علو، والنزول الحلول، والنازلة: المصيبة والشديدة من شدائد الدهر تنزل بالناس.
الوقف:
النوازل الوقفية: هي المسائل أو الوقائع أو الحوادث والمستجدات والقضايا الخاصة بالوقف والتي تستدعي حكما شرعياً وتحتاج لفتوى واجتهاد سواء كانت متكررة أو نادرة قديمة أو حديثة، المتبادر للذهن في عصرنا انصراف المعنى للمسألة الجديدة التي لم تعرف في السابق بالشكل الذي عرفت فيه الان، وبناء عليه يمكن أن نقول أن نوازل الوقف هي (المسائل الشرعية المستجدة).

## أولاً: النوازل المتعلقة بالواقف

### الوقف العالمي
هو الوقف الذي تشترك في عدة دول أو منظمات دولية أو إقليمية أو أشخاص من دول مختلفة، وحكمه مبني على عدة مسائل:
1. المسألة الأولى: تعدد الواقفين في وقف واحد: وهذا جائز شرعاً لدخوله في عموم الادلة على مشروعية الوقف وصحته.[10][11]
2. المسألة الثانية: وقف الكافر: أما من حيث الحكم التكليفي في حق الكافر، فلا شك أنه لا يقبل منه لفقده شرط الإسلام: ﴿وَمَا مَنَعَهُمْ أَنْ تُقْبَلَ مِنْهُمْ نَفَقَاتُهُمْ إِلَّا أَنَّهُمْ كَفَرُوا بِاللَّهِ وَبِرَسُولِهِ﴾ [التوبة:54]، وأما من حيث الحكم الوضعي، فالأقرب صحة العقد، قال ابن نجيم: وصفته: أن يكون مباحاً وقربة وفرضا، ولذا يصح من الذمي ولا ثواب).[12]

### وقف المؤسسات التطوعية غير المسلمة
تتنوع صور وقف غير المسلم على بعضهم بحسب اختلاف الجهة الموقوف عليها، ويمكن إجمالها بالنظر الى أثر الصورة على صحة الوقف في قسمين:
1. وقف غير المسلم على دور العبادة الخاصة بغير المسلمين: اختلف العلماء على وقف غير المسلم على الكنيسة والبيعة ونحوهما، فترى الحنفية والشافعية والحنابلة وقول لبعض المالكية بطلان الوقف مطلقاً، لان هذه الأماكن تشيد ليعلن فيها الشرك بالله وفي الوقف عليها إعانة على المعصية فلا تصح.[13]
  - والقول الثاني: صحة الوقف مطلقاً وهو قول لبعض المالكية والحنابلة[14]، واستدلالهم بالقياس على إقرارهم على كنائسهم وعدم هدمها.[15]
  - والقول الثالث: يصح الوقف اذا كان لإصلاح الكنيسة وترميمها ولا يصح اذا كان على العبادة فيها وهو رأي بعض المالكية واستدلوا بأنهم يقرون عليها ومن لوازم الإقرار الترميم.[16]
  - والراجح والله أعلم: هو القول الأول لان المفسدة عظيمة وهي الاعانة على الشرك بالله، ويلحق بها ما كان في أمورهم الدينية كالوقف على طباعة التورات والانجيل والكتب الداعية الى دينهم وبرامج التنصير وغيرها.[1]
2. وقف غير المسلم على الإحسان الى غير المسلمين في دنياهم: الموارد فيه الوقف على إغاثة الفقراء منهم أوحفر الابار وإنشاء المدارس والجامعات لطلابهم أو دور الايتام وعمارة المستشفيات وغيرها، والحكم في ذلك الصحة عند عامة أهل العلم.[17]

### وقف المؤسسات التطوعية غير المسلمة على المسلمين
والمراد الوقف على الاحسان الى المسلمين في أمور دنياهم كوقف أرض تتخذ مقابر للمسلمين أو مستشفيات أو الوقف على الفقراء فحكم إذا تقرر صحة وقف غير المسلم في الأصل، وصحة وقفه على غيره من غير المسلمين، فإنه يصح وقفه على المسلمين من باب أولى.

### وقف المؤسسات التطوعية غير المسلمة للمساجد والمصاحف ونحوها
- القول الأول: صحة الوقف وهو رأي الشافعية والحنابلة وقول للمالكية، وقيد بعضهم القول بالصحة: بأن يكون دافع غير المسلم للوقف هو الاحسان لبعض المسلمين أما إذا كان الوقف لأغراض سيئة، أو أهداف خبيثة فلا يصح.
- والقول الثاني: بطلان الوقف وهو مذهب الحنفية[18] والمالكية وبعض الشافعية والحنابلة، واستدلوا بأن المسجد أو المصحف قربة لا يصرف عليها الى أطهر الأموال وأطيبها، لحديث ابي هريرة رضي الله عنه (إن الله طيب لا يقبل الى طيبا)[19]، والراجح هو القول الأول: مع مراعاة الضوابط المذكورة.

## ثانياً: النوازل المتعلقة بالموقوف

### وقف الآلات الحديثة
كانت الآلات المتوفرة عند المتقدمين مقتصرة على المصنوعات اليدوية ثم شهدنا تطورا صناعياً بالغا وظهرت آلات جديدة متنوعة في مختلف المجالات الطبية والعسكرية والتقنية والانشائية وتعددت سبل الانتفاع بها ووقفها في أوجه الخير المختلفة ومنها: وقف أجهزة الاتصالات والحاسبات على مكاتب الدعوة ومراكز التحفيظ، ووقف الآلات على طباعة الكتب الشرعية والأجهزة الصوتية في المساجد والمركبات على المحتاجين أو توصيل طلبة العلم، ووقف الأجهزة الطبية وآلات البناء لحفر الابار والمساجد وغيرها.
حكم وقفها: يرى الجمهور صحة وقف المنقولات لقوة أدلتها وظهورها، وبناء على ذلك: فإن حكم وقف الآلات الحديثة هو الصحة لأنها من المنقولات.

### وقف النفط ومشتقاته
وهو من المواد المهمة في عصرنا الحاضر، ويشترك في النفط ومشتقاته في الحكم: كل عين تفنى بالاستهلاك كالمناديل ومواد التنظيف والأدوية وغيرها، ووقف هذه الاعيان لها حالتان:
1. وقف المصدر الذي تستخرج منه: أختلف العلماء حول صحة (وقف ما يطلب لعين تستفاد منه) على قولين:
  - أولاً: صحة الوقف وهو مذهب المالكية والشافعية والحنابلة، مستدلين على ذلك بفعل عثمان حين اشترى بئر رومة على عهد النبي ﷺ وجعلها للغني والفقير وابن السبيل.[20]
  - ثانياً: بطلان الوقف ، والراجح والله أعلم هو القول الأول.[1]
2. وقف المادة بعد استخراجها من مصدرها:

- الأول قول الجمهور: بطلان الوقف واستدلوا على بطلان وقف العين التي تفنى بالاستهلاك بإن الوقف تحبيس الأصل وتسبيل الثمرة، وما لا ينتفع به ألا بالإتلاف لا يصح فيه ذلك لان الوقف يراد للدوام ليكون صدقة جارية ولا يوجد ذلك فيما لا تبقى عينه لان المنفعة في استهلاكه.[21]
- القول الثاني: صحة الوقف، وهو قول عند المالكية اختيار شيخ الإسلام ابن تيمية، ورجحه بعض العلماء المعاصرين[2]، منهم ابن عثيمين ، والأقرب والله أعلم هو القول الثاني.[1]

وبناء على ما سبق فيصح وقف النفط ومشتقاته مطلقاً، سواء كان بئر النفط أو عينه بعد استخراجه.

### وقف الأوراق النقدية
استقر لدى الفقهاء اعتبار الأوراق النقدية أثمانا لها أحكام النقدين، وبناء على ذلك فإن أحكام وقفها يتخرج على عدة مسائل ومنها مسألة وقف النقود، ويظهر أن الراجح هو صحة وقف النقود مطلقاً، وبهذا صدر قرار مجمع الفقه الإسلامي، وهو اختيار بن عثيمين رحمه الله، وأيضاً رجحه عامة الباحثين المعاصرين.

### وقف الحقوق المعنوية
ونعني به الصورة الفكرية التي تفتقت عنها الملكة الراسخة في نفس العالم أو الأديب ونحوه، مما يكون قد أبدعه هو، مثل الحقوق الأدبية والفكرية والذهنية والملكية الأدبية، والعلمية والصناعية والمعنوية وحقوق الابتكار والاختراع والتأليف والإبداع والإنتاج العلمي.
حكم وقف الحقوق المعنوية: هناك اختلاف في صحة وقف الحقوق المعنوية، وذهب عامة الباحثين بصحته، سواء تم تكييفها أموالاً أم منافع، لأن لها قيمة مالية في العرف المعاصر.

### وقف المصاحف الالكترونية
وهو المصحف المقروء لا المسموع ويتصور وقفه عن طريق توفير نسخ منه في أقراص أو أجهزة أو رفعها على مواقع الانترنت وإتاحة الحصول عليها أو تحميل التطبيق على الأجهزة مجانا وغيرها.
وحكمه: صحة وقف المصحف الإلكتروني، بل هو من وجوه البر العظيمة وذلك: أنه يصح وقف المنقول والمنفعة على الأرجح، وأن المصحف الإلكتروني ملف مستجد لا يأخذ أحكام المصحف الورقي، وعلى فرض الحاقه بالمصحف الورقي فإنه يصح بيع المصحف الورقي ووقفه، ويشترط لجواز وقفه، الأمن من ابتذاله وإهانته.

### وقف الكتب الالكتروني والاشرطة
حكم وقفها بالنظر الى ذاتها أو محتواها فإذا كانت وسيلة لأمر مشروع أو ممنوع فإنها تأخذ حكم الغاية منها، لأن للوسائل أحكام المقاصد كما هو مقرر في القواعد الفقهية، والاصل في وقفها الصحة والاستحباب.

### وقف آلات التبريد عند المقابر
يصح وقف آلات التبريد عند المقابر إلى أنه يشترط لجواز ذلك أن لا يقصد الوقف بذلك مزية شرعية للمكان، أو التقرب الى الله عند القبر وإنما ينوي الاحسان الى الناس بتوفير الماء لهم لا سيما اذا وجدت الحاجة لتوفيره لهم في هذا المكان.

### وقف الكلاب للأغراض الأمنية
فالأقرب والله أعلم صحة وقف الكلب لأنه مما تصح عاريته ولا يشترط في الموقوف جواز بيعه، وبناء على ذلك فيصح وقف الكلب للأغراض الأمنية كما أن هذه الأغراض من الأسباب المبيحة لاقتناء الكلب، كما في حديث ابن عمر رضي الله عنه عن النبي ﷺ قال: (من اتخذ كلباً، إلى كلب زرع، أو غنم، أو صيد، ينقص من أجره كل يوم قيراط).

## ثالثاً: النوازل بمصارف الوقف
مصارف الوقف
في الجملة هي: البر والقربة ووجوه البر كثيرة ومتنوعة وهي قديمة من حيث أجناسها إلى أن بعضها متجدد تبعاً لتطور ظروف الحياة وأنتج أجناس جديدة فمثلاُ:

### في المجال العلمي
كانت مظاهر الوقف منحصرة في مجالات ووسائل محددة كبناء المدارس وغيرها الى أننا شهدنا أشكال حديثة مثل طباعة المصاحف والكتب وترجمة معانيها وبرمجة المصاحف والكتب الكترونيا ونسخ الأشرطة وانشاء الجامعات والمعاهد الشرعية وإقامة الدورات العلمية.
ومن أبرز تطبيقات مصارف الوقف المعاصر في المجال الدعوي: تكييف المساجد وفرشها وإنارتها ودعم المراكز الإسلامية التي تقوم بمهمة الدعوة في أرجاء العالم ولما لها من أثر في نشر الدين ونفع الأقليات المسلمة، وتمويل المؤتمرات، وتأسيس المؤسسات الخيرية وكفالة الدعاة ونشر المواد الدعوية وإنتاج البرامج والتطبيقات، وانشاء المراكز المتخصصة بشؤون الأوقاف والتوعية بأحكامها وتسهيل إجراءاتها.

### في المجال الاجتماعي
إيجاد فرص عمل للعاطلين، وتأسيس الجمعيات المتخصصة بتيسير الزواج، وترتيب البرامج التأهيلية للمسجونين ورعاية أهاليهم، وإقامة المؤسسات المعنية برعاية الفقراء، وتجهيز الدور المتخصصة بكفالة الايتام ورعايتهم وتعليمهم، وانشاء مراكز رعاية ذوي الاحتياجات الخاصة وتسهيل إندماجهم في المجتمع، وتنظيم لجان إصلاح ذات البين والخلافات الاسرية والزوجية.

### في المجال الإغاثي
ومن أبرز تطبيقات مصارف الوقف المعاصر في المجال الاغاثي انشاء المطاعم التي توزع الطعام على الفقراء والمحتاجين، وإعانة المنكوبين بسبب الكوارث أو حوادث السير، وإقامة المخيمات الصحية، تجهيز المخيمات لإيواء النازحين واللاجئين بسب بالحروب وتوفير احتياجاتهم، وبناء مصانع أطعمة لإعانة المعدومين، سقي الماء المبرد بالآلات التبريد والماء المستخرج من الابار بأجهزة السحب الحديثة وغيرها.

### في المجال الصحي
من أبرز تطبيقات مصارف الوقف في المجال الصحي بناء المستشفيات والصيدليات وتوفير الأجهزة والأدوية، وانشاء مراكز الأبحاث والمختبرات وتبني الموهوبين من الأطباء والباحثين، وكفالة الأطباء ليقدموا الخدمات الطبية المجانية للمحتاجين، إقامة مراكز العلاج والتأهيل لذوي الاحتياجات الخاصة والأمراض المستعصية والأطفال وغيرهم.

### في المجال الإعلامي
إنشاء القنوات المرئية الهادفة وإصدار المجلات الورقية والإلكترونية النافعة، وإنشاء حسابات في مواقع التواصل الاجتماعي لبث الوعي ونشر الخير، وإطلاق الإذاعات المسموعة، وتصميم المواقع الإلكترونية المفيدة وغيرها.

## الوقف على المؤسسات الخيرية غير المسلمة
إطلاق وصف الخيرية على هذه المؤسسات إنما هو من باب التغليب لان بعضها يشمل على جوانب خير دنيوية والمراد بها المؤسسات التطوعية غير الربحية ويمكن تقسيمها الى قسمين:

### الثاني: مؤسسات تخدم أهدافاً أخرى غير مباشرة من خلال نشاطها
كما في كثير من المؤسسات التي تقدم الخدمات الاجتماعية أو الصحية أو السياسية والتي تهدف من خلالها الى الدعوة الى أديانها، أو الغزو الفكري، أو تحقيق أغراض استخباراتية أو إثارة القلاقل في دول أخرى.
حكم الوقف على المؤسسات الخيرية غير المسلمة: رجح عدد من العلماء بطلان الوقف على جهة الذميين مطلقاً لما يتضمن من الإعانة على المعصية، كما نقل ذلك ابن القيم عن شيخ الإسلام ابن تيمية، وخلاصة الحكم أنه لا يصح الوقف عليها لإشتمال مصارف أنشطتها أو أهدافها على محرمات، ولا يصح الوقف على المؤسسات التي تصرف على الحربيين مطلقاً سوء اعتبرت في صرفها جهتهم أو أشخاص منهم، ولا يصح الوقف على المؤسسات غير المسلمة التي تصرف على المعاهدين أو المستأمنين اذا أعتبرت الجهة في الصرف ويصح الوقف عليها اذا اعتبرت أشخاصاً منهم في الصرف بشرط اشتراط عدم تغيير حال المستفيدين الى حربيين والأولى الوقف على المؤسسات الخيرية المسلمة.

### الصرف من مصرف ( في سبيل الله ) في الوقف
المراد في سبيل الله: وللعلماء والفسرين قولان في تفسير معنى في سبيل الله:
1. الأول: إنه الجهاد.
2. والثاني: أنه جميع أبواب البر، وهي جميع ما هو طاعة وعائد بمنفعة على المسلمين من أهل الملة.[31]

حكمه: الوقف من مصرف في سبيل الله في الوقف على الجهات المستجدة: يصح الصرف من مصرف الوقف المحدد (في سبيل الله) على مصارف البر ووجوه الخير المعاصرة مطلقاً، ولو كانت في غير مجال جهاد غير المسلمين وهو اختيار بعض المعاصرين، ويثبت ذلك الحكم ما دام وصف القربة فيها ظاهراً، أما إذا كانت من المصارف المباحة، فلا تدخل في باب البر والخير والثواب الذي يحمل عليه لفظ ( في سبيل الله )، فلا يصح الصرف عليها.

## رابعاً: النوازل المتعلقة بنظارة الوقف

### النظارة المؤسسية
وهي التي يتولى النظارة على الوقف فيها أكثر من شخص، ومن صورها المعاصرة اسناد النظارة الى لجنة أو هيئة مكونة من شخصين فأكثر، ويفوض لها جميع أعمال النظارة.

### حكم انفراد أحد أعضاء النظارة بالتصرف
- لا يصح تصرف أحد الأعضاء منفرداً أو بعض الأعضاء دون الاخرين، ما لم يشترط الواقف صحة ذلك.[2]

### حكم امتناع أحد أعضاء مجلس النظارة عن النظارة أو موته
- القول الأول: ان يعين القاضي بدلاً عن الممتنع أو الميت.[33]
- القول الثاني: تخيير القاضي بين إضافة أحد أو تفويض البقية،[12] والراجح والله أعلم هو القول الأول لأنه أحفظ لشرط الواقف، وتجب مراعاته قدر الإمكان.

### أجرة الناظر المعاصر
هي المقابل المالي لإدارة الناظر للوقف، ومسؤوليته عنه، وحفظه له، وعمله فيه، ويجوز أخذ الناظر أجره على النظارة من ريع الوقف ولو لم يشرط الواقف، لأن ذلك من مصلحة الوقف والموقوف عليهم، ويلاحظ أن الأجرة تختلف باختلاف الأشخاص، والازمنة والأمكنة والاحول والاعمال والأعراف والموقوفات.

### ولاية وزارات الأوقاف على الأوقاف
اذا تقرر أن وزارة الأوقاف نائبة عن الامام في شؤون الوقف، فإن ولايتها على نوعيين:
- الأول: الولاية العامة وهي ثابتة لها كولاية الإمام.
- الثاني: الولاية الخاصة وذلك بالنظارة على الوقف والإدارة المباشرة لشؤونه، وعليه فيسوغ للوزارة النظر على الوقف.[35]

## مستجدات ديون الوقف

### الاستدانة على الوقف
والمراد استدانة الناظر مالاً للوقف يكون ديناً على الوقف لغيره، الراجح والله أعلم جواز استدانة الناظر على الوقف بدون اذن الحاكم أو شرط الواقف، ولا بد أن يكون في استدانته مصلحة للوقف، من الناحية الفقهية، أما من الناحية العملية، فإذا رأى الحاكم فساد أهل الزمان، وضعف الوازع الديني وقلة الأمانة، فله الإلزام بهذا الأمر من باب حفظ الأوقاف وحقوف المستفيدين، وتجب طاعته في ذلك سواء الزم بأخذ الإذن مطلقا في كل دين، أو وضع ضابطاً للديون التي يجب الاستئذان فيها.

### الاستدانة من الوقف
وخلاصة الحكم في هذا أن الأصل هو المنع من الاستدانة من الوقف لدى عامة الفقهاء المتقدمين، وقرره جمع من المعاصرين فقالوا بالمنع من الاستدانة من الوقف ألا عند الضرورة أو المصلحة المعتبرة، وجعل بعضهم من حالات جواز الاستدانة ما اذا كانت ضمن أغراض الوقف، تنفيذا لشروط الواقف، وذكر بعضهم أنه يجب على الناظر أن يأخذ الضمانات الكافية لاستيفاء الديون في حالة عدم وفاء المدين.

## خامساً: النوازل المتعلقة بالتصرف في الوقف

### اصدار الوقف لخطاب الضمان
يعد خطاب الضمان من الخدمات المصرفية الهامة التي تقدمها المصارف لعملائها، ويعد تعهد مكتوب يرسله البنك بناء ً على طلب عميله الى الجهة الإدارية التي يتعامل معها، يتعهد فيه بدفع المبلغ المضمون عند أول طلب.

#### ويشكل الضمان على العناصر الآتية
1. المصرف أو مصدر الخطاب وهو الضامن.
2. العميل أو طالب الخطاب وهو المضمون عنه.
3. المستفيد وهو المضمون له.
4. قيمة الضمان وهو المبلغ المضمون.
5. مدة الضمان التي يتلزم فيها المصرف بتنفيذ ما جاء في الخطاب.
6. العمولة التي يتقاضها المصرف مقابل اصدار الخطاب.[39]

#### حكم إصدار خطاب الضمان يكمن تلخيصه فيما يلي
1. إذا كان الخطاب للوقف، وكان مغطى، جاز إصداره.
2. إذا كان الخطاب للموقف ولم يكن مغطى، لم يجز إصداره إلى عند الحاجة المبيحة للاستدانة على الوقف.
3. إذا كان الخطاب للوقف وكان مغطى جزئياً، لم يجز إصداره إلا عند الحاجة.
4. إذا كان الخطاب لغير الوقف بقصد إقراضه، وكان مغطى من المال الموقوف، لم يجز إصداره إلى عند الحاجة المبيحة للإقراض من الوقف، أو كون الإقراض من أغراض الوقف.
5. إذا كان الخطاب لغير الوقف، وكان مغطى من ريع الوقف جاز إصداره عند تحقق المصلحة.
6. إذا كان الخطاب لغير الوقف بقصد إقراضه، ولم يكن مغطى، لم يجز إصداره إلى عند اجتماع الحاجة المبيحة للاستدانة على الوقف والحاجة المبيحة للإقراض من الوقف.
7. إذا كان الخطاب لغير الوقف بقصد إقراضه، وكان مغطى جزئياً لم يجز إصداره إلى عند التوصل للجواز في القسمين، بعد النظر في حكم الإصدار في كل منهما.
8. إذا كان الخطاب لغير الوقف بقصد التبرع، لم يجز إصداره إذا كان مغط من المال الموقوف، أول لم يكن مغطى، أو كان مغطى جزئياً.[1]

## تخصيص المؤسسات الخيرية نسبة للساعي في التبرع بالوقف
وحكم ذلك يعود الى خمس حالات نوردها فيما يلي:
1. تخصيص حساب مستقل لدى الجمعية يدعم من قبل متبرعين بالصدقات ويعطى منه للساعي، بحيث لا ينقص من التبرع الذي جلبه الساعي للوقف فحكم هذا جائز.
2. أن يتم استقطاع هذه النسبة من حساب الصدقات العامة لدى الجمعية، ويصرف للساعي منها من غير النقص من مبلغ الوقف وحكم هذا جائز.
3. أن يتم استقطاع النسبة من ذات التبرع الذي جلبه الساعي، ويصرف الباقي في المصرف الذي حدده المتبرع والحكم الأقرب في هذه الحالة الجواز،بشرط الى تزيد النسبة عن قسط المثل في نظير هذه الاعمال في العرف التجاري كما جاء ذلك في قرار المجمع الفقهي الإسلامي (225).
4. أن يتم استقطاع النسبة من ذات التبرع، ويكون التبرع زكاة، والحكم في ذلك هو المنع مطلقاً، ولو كان الساعي من أهل الزكاة لأنه سيعطى هذه النسبة بصفته ساعياً من أهل الزكاة، وليس بصفته مستحقاً لها.
5. أن يتم استقطاع النسبة من ذات التبرع ويكون التبرع وقفاً، وحكم ذلك المنع المطلق، لأنه لا يجوز التصرف في الموقوف بما يخالف التحبيس.[1]

### حكم تأجير الإمام أو المؤذن لبيت المسجد
والراجح هو القول بالجواز، لان هذا اقرب لمقاصد الواقفين غالباً، والقول بالجواز هنا من حيث الأصل، أما إذا أدى ذلك الى تفريط الامام أو المؤذن فإنه يحرم عليه ذلك، ويخير بين أن يسكن في جوار المسجد ليواضب على أداء عمله أو يترك الإمامة والأذان لمن يقدر على القيام بحقه.

## سادساً: النوازل المتعلقة باستثمار الوقف

### حقيقة استثمار الوقف
عرف بعض المعاصرين استثمار الوقف بأنه ما يبذله ناظر الوقف من جهد فكري ومالي من أجل الحفاظ على الممتكلات الوقفية، وتنميتها بالطرق المشروعة، ووفق مقاصد الشريعة، ورغبة الواقفين على أن لا تعارض نصاً شرعياً، وقرر الفقهاء أن عمارة الوقف وإصلاحه مقدم على حقوق المستفيدين.
وينقسم استثمار الوقف باعتبار الأصول الاستثمارية الى: استثمار في الأصول الاستثمارية العينية الحقيقية كالاستثمار العقاري والصناعي والزراعي، واستثمار في الأصول المالية، وبعتبار مدة الاستثمار الى: قصير الاجل ، ومتوسط الاجل وطويل الاجل، وبعتبار المال المستثمر الى: استثمار العين الموقوفة واستثمار بدل العين الموقوفة، واستثمار ريع الوقف، وبعتبار الموقع الجغرافي الى: استثمار محلي وخارجي، واستثمار مباشر وغير مباشر، واستثمار بالصيغة القديمة والمعاصرة، واستثمار عام حكومي واستثمار خاص، واستثمار فردي، واستثمار بالمشاركة، واستثمار متدني المخاطر، ومتوسط المخاطر، ومرتفع المخاطر.

### ضوابط استثمار الوقف
تتفاوت ضوابط استثمار الأوقاف بحسب مجالاته منها على سبيل الاجمال: الإلتزام بالأحكام الشرعية ، وغلبة الظن بتحقق المصلحة في الاستثمار، التخطيط السليم للإستثمار في المشاريع الكبيرة، اداراك المخاطر في الاستثمار المنشود والاتجاه للإستثمارات الآمنة أو قليلة المخاطر، الاحتياط للمال الموقوف والاستعداد لمواجهة المخاطر، وحسن المفاضلة بين مجالات الاستثمار وأساليبه، تقديم الأولى من المشاريع الاستثمارية على غيره، والتنويع في المشاريع الاستثمارية في مختلف أوجه الاستثمار، وتوفير الإدارة الناجحة، وأحكام الرقابة الداخلية على الاستثمارات، وتقديم توفير الحاجات الضرورية لمستحقي الوقف على استثمار مردوده.

### وقف الأسهم
والمراد به أن يوقف متبرع أسمها يملكها في شركة مباحة، بتحبيس أصل الأسهم وتسبيله لأرباحها، وحكم ذلك صحة وقف المشاع مطلقاً، وذلك لأنه لم يظهر مستند صحيح للمنع من وقفه، وفي تصحيح وقفه موافقة لمقصد الشريعة في تكثير الصدقة وتيسير سبلها، وبناء على ذلك فإن وقف الأسهم المباحة صحيح، وقد ذهب الى هذا عامة العلماء المعاصرين، وصدر قرار مجمع الفقه الإسلامي.

### وقف الصكوك
وعرف الصك بأنه وثيقة أو سند ملكية حصة شائعة في الاعيان والمنافع، ذات قيمة متساوية وقابلة للتداول ومتعلقة بمشروع استثماري يدر دخلاً، والاصل في الصكوك جواز إصدارها وشرائها وتداولها، ويكن استثمار مال الوقف في الصكوك باكتتاب الوقف في الصكوك أثناء إصدارها، وشراء صكوك قائمة بعد إصدارها بغية الاستفادة من ربح المشروع أو المضاربة بتداولها في الأسواق المالية.

### الصناديق الوقفية
وهي وعاء تجتمع فيه أموال موقوفة، تستخدم لشراء عقارات وممتلكات وأسهم وأصول متنوعة تدار على صفة محفظة استثمارية، لتحقيق أعلى عائد ممكن، وقد ذكر بعض الباحثين عددا ً من محاسن هذه الصناديق، مما يؤكد القول بمشروعيتها، ومن ذلك قدرة الواقفين على المشاركة في هذه الصناديق على اختلاف أحوالهم، وقيام هذه الصناديق بمشاريع لا تتمكن الأوقاف الفردية من القيام بها، إحياء سنة الوقف وتجديد الدعوة إليه وتفعيل دورة التنموي، وتطوير العمل الخيري بطرح نماذج جديدة يحتذى بها.

## روابط خارجية
- النوازل الوقفية
- النوازل في الأوقاف
- نوازل الوقف دراسة فقهية تأصيلية
- الإجتهاد المقاصدي في نوازل الوقف